# كوستا كوفوس
كوستا كوفوس (بالإنجليزية: Kosta Koufos)‏ مواليد 24 فبراير 1989، هو لاعب كرة سلة يوناني يلعب مع فريق ميمفيس غريزليس في الرابطة الوطنية لكرة السلة ويحمل الرقم 41. يبلغ طوله 7 قدم 0 بوصة (2.1 م).

## فرق لعب لها
- يوتاه جاز
- مينيسيوتا تيمبر وولفز
- دنفر ناغتس
- ميمفيس غريزليس

## الميداليات
| الميدالية | المسابقة                         |
| --------- | -------------------------------- |
| برونزية   | بطولة أمم أوروبا لكرة السلة 2009 |

## روابط خارجية
- كوستا كوفوس على موقع الاتحاد الدولي لكرة السلة (الإنجليزية)
- كوستا كوفوس على موقع الدوري الأوروبي لكرة السلة (الإنجليزية)
- كوستا كوفوس على موقع إن بي أي (الإنجليزية)
- كوستا كوفوس على موقع سبورتس رفرنس (الإنجليزية)
- كوستا كوفوس على موقع كرة السلة الأوروبية.كوم (الإنجليزية)
- كوستا كوفوس على موقع إي إس بي إن.كوم (الإنجليزية)
- كوستا كوفوس على موقع كلية كرة السلة في سبورتس رفرنس.كوم (الإنجليزية)
- كوستا كوفوس على موقع ريلجم (الإنجليزية)
- كوستا كوفوس على موقع بروبوليرز (الإنجليزية)
- كوستا كوفوس على موقع سبورتس رفرنس (الإنجليزية)